# Cumarine
Cumarine is een aromatische verbinding met een prettige, in verdunde toestand naar hooi ruikende geur. In zuivere toestand is het een kleurloos kristallijn poeder.

## Voorkomen
Cumarine is een stof die in vele soorten planten (gewoon reukgras, veenreukgras, akkerhoningklaver, rolklaver) en bijvoorbeeld kaneel en tonkabonen voorkomt. De naam is afkomstig van het Spaanse cumarú, de tonkabonenboom.
Cumarine is, samen met een aantal verwante stoffen, verantwoordelijk voor de typische hooigeur van drogend en gedroogd gras. Bij het drogen van de planten komt de stof vrij uit de suikerketens waar het in de levende plant aan gebonden is.

## Synthese
De precursor voor cumarine in planten is kaneelzuur. Cumarine is op zijn beurt de basis voor synthese van diverse andere stoffen, zoals aesculine, umbelliferon en de furocumarinen.
Synthetisch wordt cumarine door middel van een Perkin-reactie uit salicylaldehyde en azijnzuuranhydride bereid.

## Toepassingen
Cumarine en verscheidene van haar verbindingen werden vroeger als smaakstof gebruikt. Sinds de jaren 1950 is dat niet meer toegestaan, omdat cumarine in grotere doses schadelijk bleek te zijn. Cumarine is een precursor van het anticoagulans (antistollingsmiddel) dicumarol en kan bij inname onder andere leverschade, nierschade en hoofdpijn veroorzaken. Daarnaast blijkt uit dierproeven en ander onderzoek dat cumarine mutageen en daarmee mogelijk carcinogeen is. Om deze reden wordt wel geadviseerd niet te veel kaneel (dat cumarine bevat) te gebruiken.
In parfum en andere geurcomposities is cumarine belangrijk als geurstof. Met name in fougère parfums is het een noodzakelijk ingrediënt.
Vanwege haar fluorescente eigenschappen wordt cumarine wel gebruikt als optische witmaker.

### Cumarinederivaten
In de geneeskunde worden van cumarine afgeleide stoffen (cumarinederivaten) als geneesmiddel gebruikt. Dit vanwege de remmende werking op de bloedstolling. Cumarinederivaten worden ook gebruikt als rattenbestrijdingsmiddel, omdat ze inwendige bloedingen veroorzaken.